# Хайэм, Томас (археолог)
Томас Хайэм — учёный-археолог и специалист по радиоуглеродному датированию.  Преподавал археологию наук в Оксфордском университете,  где был директором Оксфордского центра радиоуглеродных ускорителей (ORAU) в исследовательской лаборатории археологии и истории искусства. Наиболее известен своей работой по датированию вымирания неандертальцев и прибытия современных людей в Европу. Является профессором кафедры эволюционной антропологии Венского университета.

## Ранние годы и образование
Вырос в Данидине, Новая Зеландия, был старшим из четырех детей Полли и Чарльза Хайэма; его отец — археолог, специализирующийся на предыстории Юго-Восточной Азии. После завершения среднего образования в средней школе для мальчиков Отаго изучал археологию в Университете Отаго, получив степень бакалавра с отличием в 1988 году и степень магистра в 1990 году.  Для изучения радиоуглеродного датирования и поступаил в Университет Вайкато, где в 1993 году получил степень доктора философии на химическом факультете.

## Карьера
Работал заместителем директора лаборатории радиоуглеродного датирования в Вайкато, прежде чем присоединиться к Исследовательской лаборатории археологии и истории искусства Оксфордского университета в 2001 году. В 2018 году стал директором Оксфордского подразделения радиоуглеродных ускорителей (ORAU) и был избран научным сотрудником в колледже Кебл.
Основные труды связаны с применением радиоуглеродного датирования в археологии.  Ранние работы были посвящены заселению Новой Зеландии. В Оксфорде Хайэм занялся тестированием и усовершенствованием метода ультрафильтрации для датировки археологических артефактов.
В 2001 году  совместно с британским археологом Роджером Якоби работал над датировкой нескольких ключевых памятников палеолита на Британских островах. Наиболее заметным результатом этой работы стало изменение датировки Красной Леди из Павиленда, культового человека раннего Нового времени. Позже Хайэм дал оценку возраста верхней челюсти, найденной в Кентской пещере — самой ранней окаменелости современного человека на северо-западе Европы.
С 2006 года Хайэм и его команда в Оксфорде работали над определением сроков вытеснения неандертальцев анатомически современными людьми в Западной Евразии и количественной оценкой совпадений между двумя группами Homo. В 2014 году результаты этой работы, опубликованные в журнале Nature, показали, что вымирание неандертальцев произошло примерно 41 000–39 000 лет назад, при этом неандертальцы и современные люди пересекались в Европе на протяжении 3 000–5 000 лет. В 2013 году, финансируемый Европейским исследовательским советом, Хайэм запустил проект «Палеохрон», по датировке поздних неандертальцев, ранних современных людей и денисовцев в сотнях мест по всей Северной Евразии.
О работах Хайэма говорилось в сериале CNN «В поисках Иисуса».
В 2018 году был избран членом Королевского общества Новой Зеландии.